# Centro Studi Cetacei
Il Centro Studi Cetacei (CSC), nato nel 1985 e associazione onlus dal 2012, con sede a Pescara, è la prima rete italiana per il recupero e lo studio dei cetacei che si propone di coordinare a livello nazionale gli interventi e lo studio sui cetacei e i rettili marini.

## Attività
Il CSC interviene nei casi in cui tartarughe marine e cetacei restino impigliati nelle reti da pesca oppure si spiaggino, siano essi vivi o morti. L'associazione è diretta da un Presidente, da un Consiglio Direttivo e da vari Corrispondenti di Zona. Suddivisa in unità operative regionali lavora in stretto contatto con le capitanerie di porto.

### Tartarughe e cetacei vivi
Gli interventi avvengono come supporto alle istituzioni ed enti statali, regionali e locali. In caso di spiaggiamento l'intervento avvia una procedura delicata e complessa che consiste nella definizione delle problematiche logistiche, delle esigenze della specie coinvolta e nella ricerca dello spiaggiamento. In collaborazione con la Guardia Costiera, il CSC interviene per il rilascio degli esemplari delle specie che hanno avuto bisogno di soccorso.

### Tartarughe e cetacei morti
Gli interventi si sviluppano in linea con i protocolli sanitari e sono di doppia natura:
1. Accertamenti bio-medico-sanitari con prelievo di organi e tessuti. I dati raccolti servono per monitorare lo stato di salute della specie.
2. Accertamenti bio-medico-sanitari, soprattutto in stato di avanzata decomposizione, per la tutela della salute pubblica in accordo con le procedure delle Aziende Sanitarie Locali.

Gli accertamenti vengono condotti anche attraverso convenzioni con gli Istituti Zooprofilattici Sperimentali.

### Attività di Conservazione
Le attività di conservazione rientrano nella politica di aiuto ai musei nazionali. L'innumerevole numero di reperti ossei integri o parziali recuperati ha permesso di incrementare l'offerta espositiva.

#### Centro di recupero
Il Centro di Recupero e Riabilitazione "Luigi Cagnolaro" di Pescara, gestito dal personale del Centro Studi Cetacei, è a disposizione per gli esemplari che necessitano di assistenza e cure. Ad ogni esemplare è applicato un codice identificativo univoco: trattenuti fino alla completa guarigione gli esemplari sono poi rilasciati in mare.
La rete del CSC è costituita unicamente da persone con esperienza di settore, valutate sulla base dei titoli e del curriculum vitae.

## Storia

### La nascita del CSC
Il 18-19-20 ottobre 1985 il Museo Civico di Storia Naturale di Milano organizzò il I Convegno Nazionale sui cetacei presso l'Adriatic Sea World di Riccione, a seguito del lavoro di montaggio dello scheletro della balenottera comune donata al museo dal suo direttore Emilio Cornalia nel 1855 e ancora oggi esposta.
Parteciparono all'evento circa 20 zoologi appartenenti a diverse realtà scientifiche italiane, tra cui i musei di Firenze, Genova, Milano, Roma, Siena, Venezia e Pescara, i dipartimenti di biologia animale ed ecologia delle università di Messina e di Roma, gli Istituti Universitari di Ricerca, il Laboratorio di Biologia Marina e Pesca di Fano, l'Istituto Ricerche Pesca Marittima - CNR di Ancona e gli Istituti di Parassitologia delle Università di Milano e Roma.
Erano inoltre rappresentati i Ministeri della Marina Mercantile e Agricoltura e Foreste e l'Unione Zoologica Italiana.
La finalità prima del convegno fu quella di organizzare i ricercatori italiani in ambito cetologico sotto il cappello di una associazione scientifica nazionale, pertanto fu deliberata la costituzione del Centro Studi Cetacei quale espressione operativa della Società Italiana di Scienze Naturali.

#### Prime attività: il "Progetto Spiaggiamenti"
La creazione della rete di intervento nazionale si concretizzò con l'attivazione del "Progetto Spiaggiamenti", una rete di segnalazioni e di interventi ispettivi sui cetacei spiaggiati lungo le coste italiane. Il territorio italiano fu suddiviso in aree di competenza assegnate a dei "Referenti di Zona". Sebbene non ricomprese all'interno del nome Centro Studi Cetacei, per analogia con la tipologia di intervento svolto in caso di spiaggiamento, vennero incluse, come animali oggetto di segnalazione/ispezione, le tartarughe marine.
Il 15 maggio 1986 il Progetto Spiaggiamenti divenne ufficialmente operante. Al 2014 tale progetto ha prodotto una mole senza pari di dati scientifici con più di 3500 cetacei e oltre 6000 tartarughe oggetto di rilievo.

#### Cronologia
- 1985 Costituzione del Centro Studi Cetacei
- 1986 Il CSC e il "Progetto spiaggiamenti" iniziano l'attività
- 1990 Avvio del progetto per gli spiaggiamenti di esemplari vivi
- 1999 4º Convegno Nazionale sui Cetacei - Milano
- 2001 5º Convegno Nazionale sui Cetaccei - Monte Argentario
- 2002 Costituzione dell'Associazione ONLUS D.Lgs 460/97
- 2005 6º Convegno Nazionale sui Cetacei - Sperlonga
- 2006 Apertura del Centro Recupero dei Rettili Marini - Montesilvano
- 2007 7º Convegno Nazionale sui Cetacei - Univ. Roma 3
- 2009 8º Convegno Nazionale sui Cetacei - Pescara
- 2010 Progetto Geocetus per la geolocalizzazione dei cetacei e delle tartarughe marine
- 2011 9º Convegno Nazionale sui Cetacei - Riccione
- 2012 Costituzione Centro Studi Cetacei Onlus
- 2013 10º Convegno Nazionale - Cetacei e Tartarughe: emergenze, interventi ed epidemiologia - Roseto degli Abruzzi (TE)
- 2014 Apertura del Centro di Recupero e Riabilitazione Tartarughe Marine "Luigi Cagnolaro" di Pescara
- 2015 11º Convegno Nazionale - Trent'anni di attività cetologica in Italia - Pescara

### La raccolta dati e la condivisione
La rete costituita dal CSC è stata per molti anni un importante punto di riferimento e un modello per le reti di monitoraggio di altre nazioni sia nel Mediterraneo che al di fuori di esso. In anni recenti altre organizzazioni hanno incominciato ad occuparsi di spiaggiamenti e a raccogliere dati creando così reti di monitoraggio locali. Questo aspetto ha in parte portato ad una maggiore e più distribuita attenzione per il fenomeno, ma ha anche reso più difficoltosa la centralizzazione delle informazioni.
La grande mole di dati prodotta in tutti gli anni di attività sul campo è stata condivisa con il mondo scientifico attraverso la pubblicazione di rendiconti annuali, all'interno dei quali sono descritte le attività svolte e sono riassunti i dati raccolti sugli esemplari.
Dal 2012 i rendiconti sono stati sostituiti da un database georeferenziato ad accesso libero, GeoCetus che, in continuità con l'idea di libera condivisione del dato, rappresenta un'evoluzione del rendiconto includendo la georeferenziazione del rilievo.